# جيك ريان
جيك ريان (بالإنجليزية: Jake Ryan)‏ هو لاعب كرة قدم أمريكية أمريكي، ولد في 27 فبراير 1992 في فيرفيو في الولايات المتحدة.

## وصلات خارجية
- جيك ريان على موقع مرجع كرة القدم المحترفة.كوم (الإنجليزية)